# K.u.k. Dragonerregiment „Kaiser“ Nr. 11

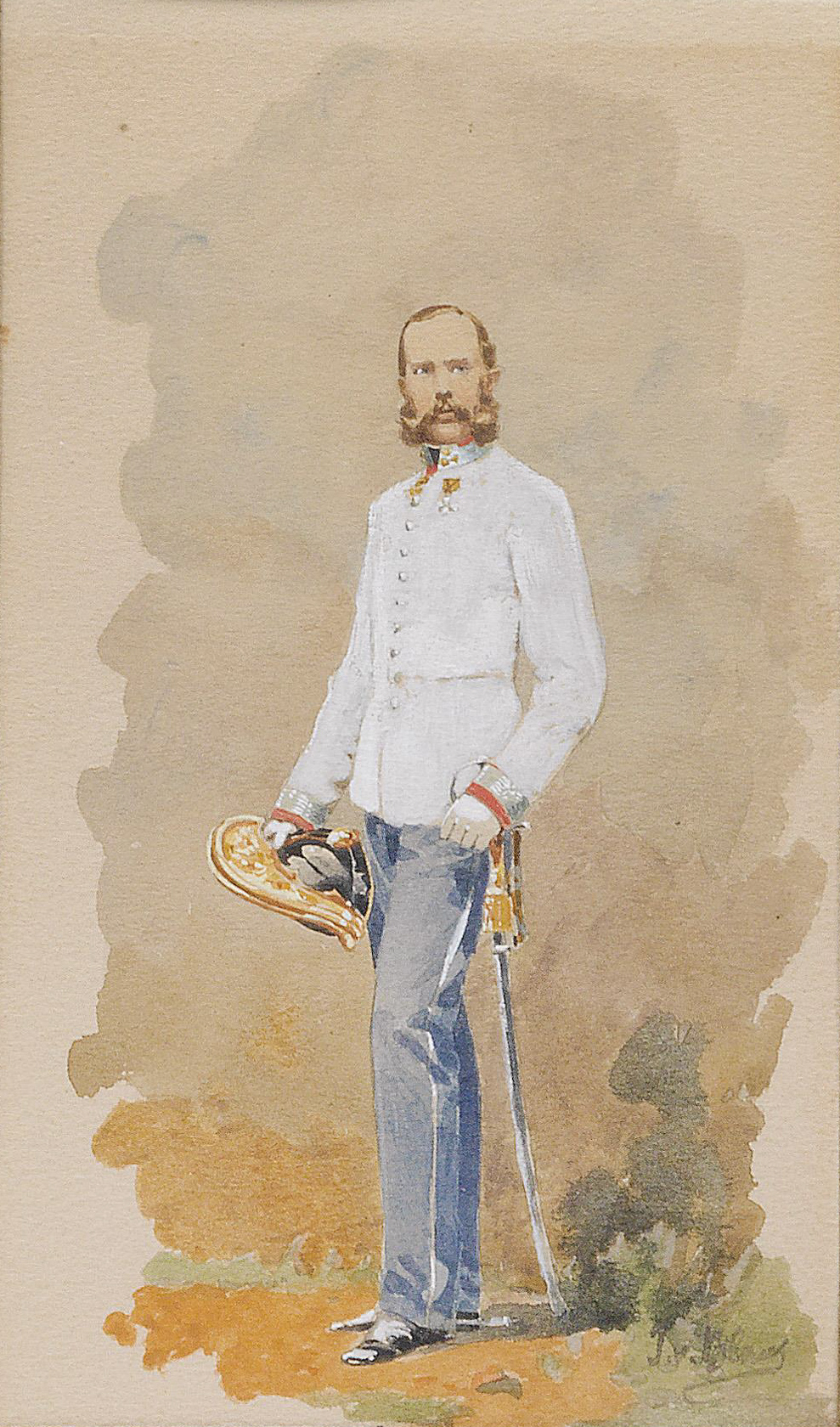
Der Namensgeber - Kaiser Franz Joseph I. als Oberst-Regimentsinhaber in der Uniform des Dragonerregiments Nr. 11, vor 1867. Aquarell von Julius von Blaas

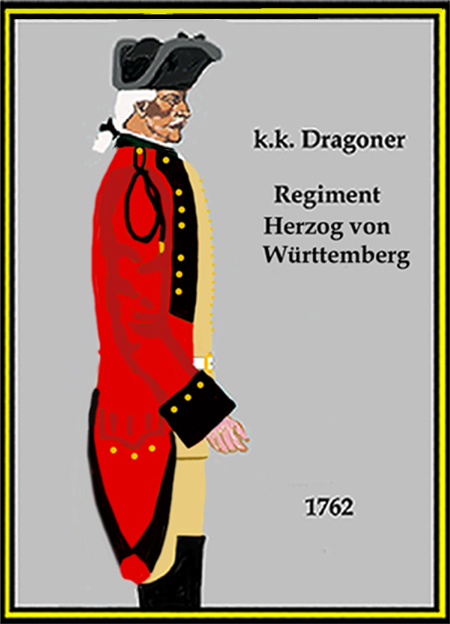
Dragoner 1762

Das Regiment wurde 1688 als Heissler-Dragoner für die kaiserlich-habsburgische Armee errichtet. Aus diesem entwickelte sich im Laufe der Zeit bis hin zur Gemeinsamen Armee innerhalb der Österreichisch-Ungarischen Landstreitkräfte das k.u.k. Dragonerregiment „Kaiser“ Nr. 11.
1769 wurde dem Regiment in der neu errichteten Kavallerie-Rangliste die Bezeichnung Cavallerie-Regiment Nr. 38 zugeteilt. Der Name lautete jedoch bis 1798 weiterhin nach dem Regimentsinhaber (der nicht auch der Kommandant sein musste). Eine verbindliche Regelung der Schreibweise existierte nicht. (z. B. Regiment Graf Serbelloni – oder Regiment Serbelloni.) Mit jedem Inhaberwechsel änderte das betroffene Regiment dann auch seinen Namen.
Nach der Änderung des Systems 1798 galt vorrangig die nummerierte Bezeichnung, die unter Umständen mit dem Namen des Inhabers verbunden werden konnte. Hierbei erfolgte zunächst die Umbenennung in Dragonerregiment Nr. 8.
Zur Systematik wurden nachträglich auch folgende Nummerierungen eingeführt: 1688/2  (nach Tessin), Dragonerregiment D XI (nach Bleckwenn).
Im Jahre 1915 wurden alle Ehrennahmen ersatzlos gestrichen. Das Regiment hieß von da an nur noch k.u.k. Dragonerregiment Nr. 11 Dies ließ sich jedoch im allgemeinen Sprachgebrauch nicht durchsetzen, einerseits weil sich niemand daran hielt, andererseits hatte die sparsame k.u.k. Militäradministratur verfügt, zuerst alle vorhandenen Stempel und Formulare aufzubrauchen. (Gem. „Verlautbarung der Quartiermeisterabteilung“ des Heeresgruppenkommando FM. Erzherzog Eugen / Q.Op. Nr. 665/15. Ausgegeben vom Feldpostamt 512)

## Formationsgeschichte
- Am 20. Dezember 1688 wurde laut Capitulation durch den Generalfeldwachtmeister Heissler in Böhmen auf eigene Kosten mit der Aufstellung eines Dragoner-Regiments (Dragoner-Regiment Heissler) begonnen.
- 1720 wurde eine Kompanie des aufgelösten Dragoner-Regiments Battée eingegliedert
- 1731 Teile der 1727 aufgestellten Auctions Kompanie an das Regiment Sachsen-Gotha (später Ulanen-Regiment Nr. 8) abgegeben
- 1760 Zunächst wurde das Regiment im Januar in ein Chevauxlegers Regiment umgewandelt, diese Aktion wurde jedoch gegen Ende des Jahres wieder rückgängig gemacht
- 1768 musste die Grenadier Kompanie an das neu aufgestellte 2. Carabinier-Regiment (später Dragoner Nr. 1) abgegeben werden. Im Gegenzug wurde eine Eskadron des aufgelösten Dragonerregiments Althann zugewiesen
- 1769 Zuweisung der Kavallerie-Ranglistennummer 38
- 1775 Die Oberst Division des aufgelösten Dragonerregiments Liechtenstein wurde übernommen
- 1798 Umwandlung in ein Leichtes Dragoner-Regiment mit der Nr. 8
- 1802 180 Mann von Regiment Savoyen Dragoner zugewiesen und Umbenennung in Dragoner-Regiment Nr. 3
- 1860 Umwandlung in ein Kürassier-Regiment mit der Nummer 11
- 1867 Umwandlung in Dragonerregiment Nr. 11

## Ergänzungsbezirke
- Von 1781 rekrutierte sich das Regiment aus Mähren und Schlesien. Es erhielt jedoch bereits seit 1766 vielfach Rekruten aus dem Gebiet seiner jeweiligen Inhaber, der Herzöge von Württemberg.
- 1817 Ergänzung aus Böhmen
- 1830 Ergänzung aus Galizien
- 1853 aus dem Ergänzungsbezirk des Infanterieregiments  Nr. 57 (Tarnów)
- 1857–60 aus den Ergänzungsbezirken der Infanterieregimenter Nr. 10, 20, 40, 56 und 57 (Przemyśl, Sandec, Rzeszów, Wadowice, Tarnów).
- Ab Februar 1859 wurde Venetien (Ergänzungsbezirk des Infanterieregiments  Nr. 13 in Padua) zugewiesen
- Im September 1859 bis 1867 Galizien mit den bisher genannten Bezirke, dazu noch der Bezirk des Infanterieregiments Nr. 77 (Sambor)
- 1867–68 auch noch aus dem Bezirk des Infanterieregiments Nr. 13 (Krakau, somit ganz West-Galizien).
- Von 1868–75 ergänzte sich das Regiment nur aus dem Ergänzungsbezirk des Infanterieregiments Nr. 77;
- 1875–1883 aus dem Ergänzungsbezirk der Infanterieregimenter  Nr. 9 und 80 (Stryj, Zloczów),
- 1883–89 aus dem Ergänzungsbezirk der Infanterieregimenter Nr. 15, 30, 80 und 89 (Tarnopol, Lemberg, Zloczów, Gródek).
- 1889 wurde das Regiment mit der Ergänzung dem Bereich des 11. Korps (Militär Territorial Bezirk Lemberg) zugeteilt
- 1890 Dem II. Korps (Militär Territorial Bezirk Wien) zugeteilt, die Rekruten und der Ersatz kamen jedoch vorwiegend aus Mähren

## Friedensgarnisonen
| I. | II. | III. |
| --- | --- | --- |
| | | |
| - 1699–1701 Oppeln - 1714 Hildesheim - 1715–16 Limburg - 1718 Banat - 1719 Güns - 1732–34 Marczal - 1735 Verteilt auf die Oberpfalz - 1736–37 Jazygier Komitat - 1739–41 Somogyer Komitat, dann Slawonien - 1749 Arad - 1750 Kolin - 1753 Stuhlweissenburg - 1754 Fünfkirchen - 1755–56 Siebenbürgen - 1763 Essegg, - 1764 Barser, Sohler und Honter Komitat - 1770 Balassa - Gyarmat - 1772 Novosielce - 1775 Gaja - 1777–78 Maria Theresiopel | - 1779 Arad - 1780 Pécska - 1786 Ujpécs - 1793–97 Nagy Enyed, dann Csákány - 1798–99 Fünfkirchen und Pécsvárad - 1801 Nyiregyháza - 1802 Maria Theresiopel - 1803–05 Wien - 1806 Ujpécs - 1808–09 Sárvár - 1810 Grosswardein, dann Szász Régen - 1812–13 Fratautz (Bukowina) Suczawa - 1814–15 Simmern - 1815 Landau in der Pfalz - 1816 Tarnów - 1825 Wien - 1826 Lancut - 1830 Tarnów - 1831 Gabel, dann Leipnik, - 1832 Prossnitz | - 1846 Troppau - 1847–48 Gross Tapolcsán - 1849 Essegg - 1850 Schlan - 1851 Dobran, dann Prosnitz - 1854 Jaroslau, Zolkiew, dann Sambor - 1855–59 Łańcut - 1859 Wien - 1862 Bruck an der Leitha - 1863–66 Güns - 1866 Kecskemét - 1867 Szegedin - 1876 Kecskemét - 1878 Czegled - 1880 Tarnów - 1889 Zolkiew - 1889 Gródek - 1896 Stockerau - 1906–1912 Mitrowitz - 1912–1914 Stab/I. DivKdo/3.Esk. Brünn - II.Div/1.Esk./2.Esk Göding |

## Regimentsinhaber
- 1688 Generalfeldwachtmeister Donat Johann Graf Heißler von Heitersheim
- 1692 Obrist Philipp Jakob Von der Porten (La Porte)
- 1693 Feldmarschall-Lieutenant Franz Joseph von Serényi (Sereni)
- 1705 Generalfeldwachtmeister Carl Colona Graf zu Fels
- 1713 Feldmarschall Eberhard Ludwig Herzog von Württemberg
- 1734 Feldmarschall Carl Alexander Herzog von Württemberg
- 1737 Feldmarschall Carl Rudolph Herzog von Württemberg-Neuenstadt
- 1740 Obrist Carl Eugen, Prinz (seit 1744 regierender Herzog) von Württemberg
- 1793 Oberst Ludwig Eugen Herzog von Württemberg
- 1795 Friedrich Wilhelm Carl Erbprinz (1797 Herzog, 1803 Kurfürst, 1806 König) von Württemberg
- 1809 Feldmarschalleutnant Vincenz Freiherr Knesevich von St. Helena
- 1832 Feldmarschalleutnant Friedrich Freiherr von Minutillo
- 1843 Oberst Erzherzog Franz Joseph
- 1848 Kaiser Franz Joseph I.

### Zweite Inhaber
- 1843 Feldmarschall-Lieutenant Franz Ludwig von Bigot de Saint-Quentin († 1854)
- 1855 Feldmarschall-Lieutenant Graf Karl von Cavriani

### Regiments-Kommandant
| I. | II. | III. |
| --- | --- | --- |
| | | |
| - 1689 Obristlieutenant Jakob Philipp Von der Porten - 1692 derselbe als Obrist Inhaber - 1693 der Inhaber Obrist Graf Serényi - 1700 Obristlieutenant-Obrist Johann Gabriel Freiherr von Selb - 1705 Obristlieutenant-Obrist Bernhard von Heissler - 1709 Obristlieutenant-Obrist Joseph von Waderborn (Wattenborn) - 1727 Obrist Christian Ludwig Graf Waldeck - 1734 Obristlieutenant-Obrist Christian Fürst Thurn und Taxis (Latour) - 1741 Obrist Ludwig Carl Freiherr von Bretlach - 1742 Obrist Johann Graf Joyeuse - 1743 Obrist Ludwig Freiherr von Bretlach - 1757 Oberst Joseph Graf Saint-Ignon - 1758 Oberst Johann Graf Pachta - 1762 Oberst Joseph Graf Kinsky - 1764 Oberst Friedrich Anton von Hohenzollern-Hechingen - 1773 Oberstlieutenant-Oberst Friedrich Freiherr Breidbach von Bürresheim - 1784 Oberst Wilhelm Freiherr von Haan | - 1789 Oberstlieutenant-Oberst Ferdinand Freiherr von Ritschan (Rziezan) - 1796 Oberst Marcus Freiherr von Frossard - 1797 Oberst Johann Freiherr Festenberg von Hassenwein - 1800 Oberst Johann Freiherr von Wodniansky - 1805 Oberst Wenzel Freiherr von Ollenhausen - 1810 Oberst Carl Graf Giucciardi - 1810 Oberst Joseph von Haecht - 1813 Oberst Jakob Oláh de Nánás - 1823 Oberst Franz Ludwig Graf von Bigot de St. Quentin - 1831 Oberst Joseph von Mackay - 1834 Oberst Christian Ernst zu Stolberg-Stolberg - 1838 Oberst Heinrich von Blankenburg - 1843 Oberst Joseph Gutjahr von Helmhof - 1848 Oberst Joseph Jakubowsky von Toporczyk - 1848 Oberst Rudolph Ullrich Edler von Helmschild - 1849 Oberstlieutenant (ad interim) Joseph Regelsberg von Thurnberg - 1849 Oberst Leopold von Sternberg | - 1850 Oberst Prokop Freiherr Dobrženský von Dobrženitz - 1857 Oberst Carl Spécz von Ladháza - 1860 Oberst August Korren von Pernbregg - 1863 Oberst Justin Graf Bolesta-Koziebrodzky - 1866 Oberst Franz Graf Schaaffgotsche - 1869 Oberst Joseph Ritter von Rodakowsky - 1875 Oberstlieutenant-Oberst Emil Freiherr von Bertrand d´Omballe - 1879 Oberstlieutenant-Oberst Julius Prokop - 1885 Oberstlieutenant-Oberst Johann Ritter Bordolo von Boreo - 1890 Oberstlieutenant-Oberst Heinrich Pauer - 1892 Oberstlieutenant-Oberst Alfred Zietkiewicz - 1897 Oberst Gustav Igálffy von Igály - 1899 Oberstlieutenant-Oberst Otto Poten - 1906 Oberst Wilhelm Edler von Swogetinsky - 1907 Oberst Karl Biber - 1912–14 Oberst Anton Leiter - 1914 Oberst Theodor Freiherr Mayer-Maly von Vevanovic |

## Gefechtskalender
Großer Türkenkrieg
- 1689 Nach der Aufstellung verlegte das Regiment nach Siebenbürgen
- 1690 Im Korps Trautmanndorff
- 1691 Teilnahme an der Belagerung von Grosswardein
- 1692 Teilnahme an der Belagerung von Grosswardein. Später Verlegung an die Drau und untere Donau
- 1693 Teilnahme an der Belagerung von Belgrad. Rückzugsgefechte unter General Hofkirchen
- 1694 Mit der Hauptarmee bei Peterwardein
- 1695 In der Armee des Kurfürsten von Sachsen, keine Gefechtstätigkeit
- 1696 Teilnahme an der Schlacht von Olasch
- 1697 Im Korps Auersperg bei der Expedition gegen Bihác beteiligt. Teilnahme an der Schlacht bei Zenta
- 1698 Mit der Hauptarmee Feldzug nach Arad

### Spanischer Erbfolgekrieg
- 1701: Verlegung auf den italienischen Kriegsschauplatz. Schlacht bei Carpi und Schlacht bei Chiari. Obristlieutenant Selb nahm im Dezember Marcaria, Obristwachtmeister Heissler Castellucchio ein
- 1702: Schlacht bei Luzzara
- 1703: Das Regiment befand sich am Po. Ein Detachement nahm am Streifzug des Generals Visconti nach Piemont (Gefecht bei Dernice) teil. Vier Eskadronen rückten 1704 nach Piemont ab, befanden sich im Lager Crecentino und nahmen an dem Angriff auf Verrua teil. Die in der Lombardei zurückgebliebenen Eskadronen zogen sich dann nach Tirol zurück.
- 1705: Letzteren kämpften dann bei Schlacht bei Cassano (1705), die vier Eskadronen im Piemont standen im Lager bei Ciavasso. Eine aus Ergänzungen geformte Eskadron befand sich in Bayern
- 1706: das wieder zusammengeführte Regiment kämpfte in der Entsatzschlacht vor Turin
- 1707: Teilnahme am Feldzug  in die Provence
- 1708: Zum Mosel-Korps in die Niederlande abgestellt, wurde das Regiment bei der Belagerung von Lille eingesetzt
- 1709: Schlacht von Malplaquet. (Als Auszeichnung wurde dem Regiment gestattet, hier eroberte Pauken führen und sich derselben auf Märschen bedienen zu dürfen)
- 1710: Bei der Belagerung von Douai
- 1711: Sicherungs- und Patrouillendienste am Oberrhein
- 1712: Verlegung in die Niederlande. Eine Abteilung kämpfte in der Schlacht bei Denain
- 1713: Sicherungs- und Patrouillendienste bei Mannheim

Krieg der Quadrupelallianz
- 1716: Abmarsch nach Ungarn. Belagerung von Temesvár
- 1717: Kämpfe bei Belgrad

Polnischer Thronfolgekrieg
- 1734: Verlegung nach Italien. Kämpfe in der Schlacht bei Parma, bei Quistello und in der Schlacht bei Guastalla
- 1735: Sicherungs- und Patrouillendienste in Oberitalien und Tirol, ohne Aktion

Russisch-Österreichischer Türkenkrieg (1736–1739)
- 1737 Vormarsch mit der Hauptarmee nach Nissa. Obristlieutenant Pfefferkorn brachte auf einem Streifzug gegen  Novibazar den Türken bei Kossowo empfindliche Verluste bei, ist jedoch bei dieser Aktion gefallen
- 1738 Sicherungs- und Patrouillendienste an der Save, nur einzelne Abteilungen kamen bei dem Entsatz von Raca zum Einsatz
- 1739 Kämpfe bei Grocka und Pancsova

Österreichischer Erbfolgekrieg
- 1741 verlegte das Regiment nach Schlesien, kämpfte in der Schlacht bei Mollwitz und zog später nach Böhmen
- 1742 Kämpfe bei Caslau, vorübergehend in die Gegend bei Prag verlegt und danach in das Erzgebirge abgerückt
- 1743 Sicherungs- und Patrouillendienste in der Oberpfalz, danach Verlegung an den Rhein
- 1744 Rückzug nach Böhmen mit der Teilnahme an den dortigen Operationen
- 1745 Eine Eskadron war am Gefecht bei Habelschwerdt beteiligt, das Regiment kämpfte in der Schlacht bei Hohenfriedberg und der Schlacht bei Soor
- 1746 Verlegung in die Niederlande, ohne Teilnahme an der Schlacht bei Roucoux
- 1747 Kämpfe in der Schlacht bei Lauffeldt
- 1748 Zu den zum Entsatz von Maastricht versammelten Truppen abgestellt

Siebenjähriger Krieg
- 1757 In der Armee des Feldmarschall Daun kämpfte das Regiment unter Führung Joseph Graf Saint-Ignon mit Auszeichnung in der Schlacht bei Kolin. Mit nur noch vier Eskadronen kämpfte das Regiment dann in der Schlacht bei Breslau und der Schlacht bei Leuthen
- 1758 Dem Korps de Ville zugeteilt, zeichnete sich das Regiment in den Gefechten bei Predlitz, Wisternitz und Holitz aus. Ein Detachement von 200 Mann beteiligte sich im Korps Loudon an dem Scharmützel bei Domstadtl.
- 1759 Anfänglich in der Hauptarmee, später im Korps Loudon kämpfte das Regiment in der Schlacht bei Kunersdorf, wo sich die Grenadier-Kompanie auszeichnete
- 1760 kam nur die Grenadier-Kompanie bei Landeshut und Liegnitz zum Einsatz. Ein Detachement des für Sicherungs- und Patrouillendienste nach Böhmen beorderten Regiments führte ein Gefecht bei Nieder Mülsen
- 1761 Zu der Armee in Schlesien abgestellt, dort an der Belagerung von Schweidnitz teilgenommen
- 1762 Teile des Regiments nahmen  am Gefecht von Leuthmannsdorf teil. Die Grenadier-Kompanie kämpfte bei der Verteidigung von Schweidnitz

Bayerischer Erbfolgekrieg
- 1778 Das Regiment befand sich mit drei Divisionen in Mähren und erlitt am 7. August es bei dem Überfall der Preußen auf die vorgeschobene Brigade Knebel große Verluste im Scharmützel bei Mladetzko (südlich Freudenthal)
- 1784 Zwei Divisionen waren bei der Unterdrückung des Walachenaufstandes in Siebenbürgen eingesetzt

Russisch-Österreichischer Türkenkrieg (1787–1792)
- 1788 das Regiment befand sich mit drei Divisionen beim Korps Wartensleben im Banat, eine Eskadron unter Major Festenberg warf bei Plosic eine türkische Abteilung zurück, die Oberstlieutenants Division deckte den Rückzug der bei Zupanek in Unordnung geratenen Infanterie der Brigade Papilla und hielt die Verfolgung auf.
- 1789 Kämpfe bei Mehadia
- 1790 Eine Division des in der Walachei stehenden Regiments nahm an der Schlacht von Kalafat teil, zwei Divisionen kämpften im Gefecht bei Florentin.

Revolutionskriege
- Das Regiment verblieb in seiner Friedensgarnison und wurde erst 1797 zu dem in Innerösterreich formierten Reservekorps abgestellt, hatte jedoch keine Gefechtstätigkeit
- 1799 Von Ungarn nach Italien verlegt, nahm eine Division an der Schlacht bei Trebbia teil. Das Regiment war später bei den zur Deckung der Belagerung von Piacenza, dann von Tortona verwendeten Truppen eingesetzt. Anfang September führte es Gefechte  bei Carrosio und Novi. Im weiteren Verlauf des Feldzuges der Hauptarmee zugeteilt, kämpfte das Regiment noch bei Fossano und Pinerolo und kam dann zur Belagerung von Cueno. Abteilungen standen dann im Gefecht bei Beinette, der Schlacht bei Genola und den Kämpfen bei Mondovi

Napoleonische Kriege
- 1800 stand das Regiment im Reserve-Korps Vukassovich an der Sesia und kämpfte bei Turbigo. Eine der Hauptarmee zugeteilte  Eskadron war an der Schlacht bei Marengo beteiligt
- 1805 Das Regiment war mit acht Eskadronen zwar nach Italien beordert, kam aber dann zur Armee nach Deutschland, bzw. zum Korps des Erzherzog Johann in Tirol. Die in Nordtirol stehende Oberstlieutenants Division, führte unter ihrem Kommandanten Ritter von Baumgarten unter schwierigen Bedingungen ihren Rückzug und die Vereinigung mit dem Rest des Regiments durch
- 1809 Dem II. Reserve-Korps der Armee in Deutschland zugeteilt, kämpfte es bei Landshut und Neumarkt, zwei Eskadronen standen im Gefecht bei Ebelsberg. Nachdem das Regiment an der Verteidigung von Wien teilgenommen hatte, (hier geriet ein Teil der Reserve-Eskadron in Gefangenschaft) kämpfte es in der Schlacht bei Aspern, der Schlacht bei Wagram und der Schlacht bei Znaim

Befreiungskriege 
- 1813 Zwei Divisionen waren dem galizischen Reserve-Korps zugeteilt und kamen später zur Donau Armee (österreichisch-bayrische Korps Wrede). Das Regiment, bei dem inzwischen auch die 3. Division eingerückt war, kämpfte in der Schlacht bei Hanau.
- 1814 Weiter im Korps Wrede Kämpfe bei Brienne und Bar-sur-Aube. Abteilungen bei St. Martin (Troyes) la Guillotiére sowie bei Arcis-sur-Aube

Herrschaft der Hundert Tage
- 1815 befand sich der Verband in  Deutschland. Zwei Eskadronen nahmen am  Gefecht bei Selz teil, das Regiment war bei der Blockade von Straßburg eingesetzt.

Revolution von 1848/1849 im Kaisertum Österreich
- 1848 Im Korps Jellacic mit drei Divisionen, an den Kämpfen bei Schwechat eingesetzt. Abteilungen fochten beim Vorrücken nach Ungarn bei Parndorf, Bábolna und Moór
- 1849 Gefecht bei Tetény. Die Oberstlieutenants- und Majors-Division standen in der Brigade Karger bei Szolnok, wo sie an dem Gefecht am 5. März eingesetzt waren. Das Regiment kämpfte dann bei Tápióbicske und Isaszeg, und bei Keresztúr. Im Sommerfeldzug befand sich die Einheit in der Südarmee, wo sie sich im Treffen bei Kács auszeichnete. Die Majors Division führte Gefechte bei Hegyes (Hidiș) und Mošorin.

Sardinischer Krieg 
- 1859 Das Regiment traf  erst Mitte Juni in Italien ein und stand während der Schlacht von Solferino in der Kavallerie-Brigade Zedtwitz bei Medole

Deutscher Krieg
- 1866 war das Regiment mit vier Eskadronen bei der Nordarmee (Brigade Schindlöcker der Reserve-Kavallerie-Division) eingeteilt und kämpfte bei Wysokow und in der Schlacht bei Königgrätz

Erster Weltkrieg
Im Ersten Weltkrieg sahen sich die Dragoner den unterschiedlichsten Verwendungen ausgesetzt. Sie kämpften zunächst im Regimentsverband kavalleristisch, wurden aber auch auf allen Kriegsschauplätzen infanteristisch verwendet.
Das Dragonerregiment No. 11 hatte im Rahmen der 7. Armee „Pflanzer-Baltin“ Verteidigungsaufgaben in der Bukowina übernommen. So wurde unter Führung des Obersten Plankh die Brückenschanze von Michalcze am Dnjestr lange verteidigt. Nachdem diese am 18. März 1916 aufgegeben werden musste, wurde – um der Gefangennahme durch die Russen zu entgehen – der Rest des Dragonerregiments und anderer attachierter Truppenteile, von Oberst Plankh knapp an den feindlichen Linien im Nachtmarsch vorbei, zu einer österreichisch-ungarischen Feldwache gebracht und so gerettet. Im offiziellen Bericht des k.u.k Armeeoberkommandos an die Militärkanzlei Seiner Majestät für den 19. März 1916 wurde diese Tat auch besonders hervorgehoben:

„Gestern abends wurde nach 6 Monaten tapferer Verteidigung die zum Trümmerhaufen zerschossene Brückenschanze von Michalcze geräumt. Obgleich die Russen schon in den Morgenstunden eine 300M breite Bresche gesprengt hatten, verteidigte die heldenmütige Besatzung ( das ganze zu Fuss formierte Dragonerregiment Kaiser Nr. 11, eine M.Gew. des Dragonerregiments Nr. 6, 2 Infanteriegeschütze, 3/4. Sap. Komp. 2/8, eine Ldstartabt.)  von 10 Uhr vm. bis in den Abend in ununterbrochenem Kampfe die Reste der Dnjesterschanze gegen den Angriff dreier feindl. Bataillone. Nach nahezu völliger Zerstörung der Deckungen wurde auf Befehl des Obersten Plankh die Besatzung, die große Verluste erlitten hatte, an den Dnjester herangeführt. Es gelang noch etwa 100 Verwundete auf das Südufer zu überschiffen, dann aber musste, das das Ueberschiffungsmaterial zum Teil in den Grund geschossen, zum Teil starkt beschädigt worden war, die Ueberschiffung eingestellt werden. Wollte Oberst Plankh seine tapfere Schar nicht gefangen geben, so blieb ihm nur ein Weg: sich am nördlichen Ufer durch das vom Feind stark besetzte Uscziecko zu der in der Dnjesterschlinge nördlich von Zaleszczyki stehenden 21. LITD durchzuschlagen. Das kühne Unternehmen gelang. Heute um 6 Uhr vorm. erreichte der Dragoneroberst mit etwa 400 Mann (von 800 der ursprünglichen Besatzung) die linke Flügelfeldwache der 21. LITD.“

Der Armeegruppenkommandant General der Kavallerie Freiherr von Pflanzer-Baltin gab daraufhin folgenden Armeebefehl aus:

„Die Dnjesterschanze existiert nicht mehr. Sie ist von den Russen in die Luft gesprengt worden. Seit Monaten hat der Feind versucht, sie im Angriffe zu nehmen, es ist ihm nie gelungen, er musste sie erst vernichten, ehe der Russe den Boden betreten konnte, der durch den Heldenmut unserer Truppen geheiligt ist. Kaiserdragoner, sie haben gestern eine leichtendes (sic!) Beispiel der Kaisertreue gegeben und die braven Sappeure haben an ihrer Seite treu bis in den Tod ausgeharrt. Sieben Stunden lang nach der Sprengung hat die heldenmütige Besatzung gegen achtfache Uebermacht weitergekämpft und erst auf Befehl wurden die Trümmer der Schanze, die nur mehr ein Heldengrab war, geräumt. Die Reste der Besatzung haben sich sodann unter der Führung ihrer tapferen Kommandanten durch einen kühnen Nachtmarsch Mitten durch den Feind, den Dnjester im Rücken, der schon fast unvermeidlichen Gefangennahme entzogen. Die Dnjesterschanze ist für unsere Armee eine stolze Erinnerung. für die Russen aber ein warnendes Zeichen, dass es bei uns für jeden Schritt Boden nur einen Preis gibt: den Tod! Ich danke dem Kommandanten der Besatzung Oberst Planckh, den Offizieren und der gesamten Mannschaft im Namen der 7. Armee. Pflanzer G.d.K.m.p.“

Nach der Proklamation der Tschechoslowakei als eigenständiger Staat im Oktober 1918 wurden die tschechischstämmigen Soldaten von der Interimsregierung aufgerufen, die Kampfhandlungen einzustellen und nach Hause zurückzukehren. In der Regel wurde dieser Aufforderung von der tschechischen Mannschaft des Regiments Folge geleistet. (Staatsrechtlich galt das auch für die deutsch-böhmischen Soldaten, da sie jetzt plötzlich tschechoslowakische Staatsbürger waren. Inwieweit sie dieser Aufforderung nachgekommen sind, ist nicht mehr nachvollziehbar, dürfte jedoch eher die Ausnahme gewesen sein.) Somit war der Verband seinem bisherigen Oberkommando, dem k.u.k. Kriegsministerium entzogen und konnte von diesem nicht demobilisiert und allenfalls theoretisch aufgelöst werden. Ob, wann und wo eine solche Auflösung stattgefunden hat, ist gegenwärtig nicht bekannt.

## Adjustierung des Regiments
- Adjustierung als Dragonerregiment

1738: roter Rock, schwarze Aufschläge
1757: blauer Rock, rote Aufschläge
1765: roter Rock, schwarze Egalisierung, weiße Knöpfe
1767: weißer Rock, schwarze Egalisierung, weiße Hosen, weiße Knöpfe
- Dragoner-Regiment Nr. 8

1798: dunkelgrüner Rock, blassrote  Egalisierung, weiße Hosen, gelbe Knöpfe
- Dragoner-Regiment Nr. 3

1802: weißer Rock, dunkelrote  Egalisierung, weiße Hosen, weiße Knöpfe
1850: weißer Waffenrock, dunkelrote Egalisierung, lichtblaue Pantalons, weiße Knöpfe
- Kürassier-Regiment Nr. 11

1860: weißer Waffenrock, scharlachrote Egalisierung, lichtblaue Pantalons, weiße Knöpfe
- Dragoner Regiment Nr. 11

1868: lichtblauer Waffenrock, scharlachrote Egalisierung, krapprote Stiefelhose, weiße Knöpfe
Das Regiment besaß eine, mit dem Allerhöchsten Befehlsschreiben vom 30. November 1898 (Personal Verordnungs Blatt Nr. 48) verliehene, an einer silbernen Ehrentrompete zu tragende goldene Inhaber-Jubiläums-Medaille. Diese zeigte auf der Vorderseite das Relief Porträt des Kaisers in Inhaberuniform, die Inschrift „Franz Joseph I.“ und den Schild des Allerhöchsten Wappens mit der Krone. Die Rückseite enthielt die Widmung: „Der Inhaber seinem Dragoner Regiment Nr. 11. 1848–1898“. Die Ehrentrompete war mit vergoldeten Reliefverzierungen und mit einem Behang aus bestickten Goldstoff versehen.

## Gliederung
Ein Regiment bestand in der Österreichisch-Ungarischen Kavallerie in der Regel ursprünglich aus drei bis vier (in der Ausnahme auch mehr) Divisionen. (Mit Division wurde hier ein Verband in Bataillonsstärke bezeichnet. Die richtige Division wurde Infanterie- oder Kavallerie-Truppendivision genannt.) Jede Division hatte drei Eskadronen, deren jede wiederum aus zwei Kompanien bestand. Die Anzahl der Reiter in den einzelnen Teileinheiten schwankte, lag jedoch normalerweise bei etwa 80 Reitern je Kompanie, bzw. je Eskadron.
(Bei der, durch Kaiser Joseph II. begonnenen Heeresreform war die Kompaniegliederung innerhalb der Kavallerie aufgegeben worden.)
Die einzelnen Divisionen wurden nach ihren formalen Führern benannt:
- die 1. Division war die Oberst-Division
- die 2. Division war die Oberstlieutenant (Oberstleutnant)-Division
- die 3. Division war die Majors-Division
- die 4. Division war die 2. Majors-Division
- die 5. Division (soweit vorhanden) war die 3. Majors-Division

Bedingt durch die ständige Umbenennung sind die Regimentsgeschichten der österreichisch-ungarischen Kavallerie nur sehr schwer zu verfolgen. Hinzu kommt die ständige und dem Anschein nach willkürliche, zum Teil mehrfache Umklassifizierung der Verbände. (Zum Beispiel: K.u.k. Dragonerregiment „Fürst zu Windisch-Graetz“ Nr. 14)
Im Zuge der Heeresreform wurden die Kavallerie-Regimenter ab 1860 auf zwei Divisionen reduziert.

## Verbandszugehörigkeit und Status im Juli 1914
- II. Korps - 3. Kavallerie Truppendivision - 10. Kavalleriebrigade
- Nationalitäten: 90 % Tschechen - 10 % Verschiedene
- Regimentssprache: Tschechisch

## Sonstiges

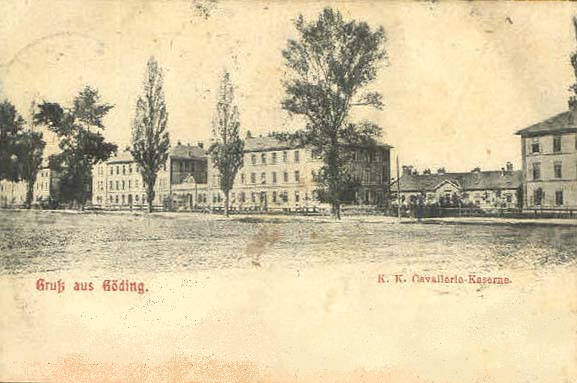
Kavallerie-Kaserne in Göding

Die Kaserne des Regiments im jetzigen Hodoni existiert noch und dient heute als Polytechnikum.
- Koordinate: 48° 51′ 38″ N, 17° 7′ 15″ O